# Nowy Brunszwik
Nowy Brunszwik (ang. New Brunswick, fr. Nouveau-Brunswick) – prowincja Kanady położona we wschodniej części kraju, nad Oceanem Atlantyckim. Jedna z najmniejszych prowincji kraju, niemniej największa spośród tzw. „prowincji nadmorskich” (the Maritimes), zajmuje powierzchnię 72 908 km², a zamieszkana jest przez 854 355 osób (szac. 2024). Największym miastem prowincji jest Moncton, a stolicą Fredericton. Jest to jedyna prowincja o dwóch językach urzędowych (angielskim i francuskim). Frankofoni stanowią 33% ludności Nowego Brunszwiku.
Od zachodu i północy graniczy z prowincją Quebec. Od północy poprzez cieśninę Northumberland Strait z Wyspą Księcia Edwarda, Od wschodu z Nową Szkocją i od południa ze stanem USA Maine.

## Geografia

### Ukształtowanie powierzchni
Nowy Brunszwik można podzielić na dwa rejony. Wschodni tworzy rozległą nizinę. Zachodni, stanowiący północny kraniec Appalachów, jest górzysty. Najwyższymi szczytami tego fragmentu pasma są Góra Clarleton 820 m i Wielka Łysa Góra 672 m n.p.m. Cały obszar prowincji jest intensywnie zalesiony.

### Wody śródlądowe
W poprzek prowincji przepływa majestatyczna rzeka St. John, niekiedy zwana Renem Ameryki Północnej. Oprócz tej rzeki znajduje się tam wiele innych, m.in.: Miramichi, Restigouche, Nepisiguit, Salmon, St. Croix i Tobique oraz liczne jeziora. Do największych z nich należą Grand, Chiputneticook, Magaguadavic i Oromocto. Niezwykle czysta woda powoduje, że Nowy Brunszwik jest rajem dla wędkarzy.

### Klimat
Prowincja leży w strefie klimatu atlantyckiego, choć zaznacza swe wpływy klimat kontynentalny, szczególnie w zachodniej części prowincji.
Na wybrzeżu średnie temperatury lipca wynoszą około 22 °C. Temperatura taka osiągana jest na krótko przed południem, po czym wieczorna bryza znacznie schładza powietrze. Wewnątrz lądu temperatura jest znacznie stabilniejsza i utrzymuje się przez większą część dnia na poziomie 24 °C. Temperatury zimowe znacznie zależą od położenia równoleżnikowego. W północnej części, w okolicach Edmundston średnia temperatura stycznia wynosi –12 °C, podczas gdy na południu już tylko ok. –7 °C.
Nowy Brunszwik jest bardzo śnieżną prowincją. W zachodniej części opady śniegu wynoszą pomiędzy 300 a 400 cm rocznie, a na południu 200 do 300 cm, co daje ok. 20% rocznych opadów.
Nowy Brunszwik jest zdecydowanie najbardziej słoneczną prowincją w atlantyckiej Kanadzie. W roku notuje się ok. 2000 godzin pełnego słońca. Także mgły występują rzadziej niż w Nowej Szkocji.

### Zasoby naturalne
Obok natury, lasów i dużych zasobów słodkiej wody w prowincji znajdują się znaczne pokłady cennych minerałów. Należą do nich metale: antymon, bizmut, kadm, miedź, złoto, ołów, srebro i cynk, minerały: margiel, torf, potas, krzemionka, sól, siarka, kruszywa budowlane oraz ropa naftowa, gaz ziemny i węgiel kamienny.

### Miejscowości
Największe skupiska ludności (ang. population centres, fr. centres de population) w 2021 roku (w nawiasach liczba ludności):

- Moncton (119 785)
- Fredericton (64 614)
- Saint John (63 447)
- Quispamsis–Rothesay (24 881)
- Bathurst (15 985)
- Edmundston (13 125)
- Chatham(inne języki)–Douglastown(inne języki) (11 594)
- Campbellton (8833)
- Oromocto (8585)
- Shediac (8563)
- Sussex(inne języki) (5447)
- Woodstock (4602)
- Tracadie-Sheila (4528)
- Grand Falls/Grand-Sault (4349)

## Historia
Nowy Brunszwik został wydzielony z Nowej Szkocji jako oddzielna kolonia w 1784. W 1854 kolonia otrzymała status dominium. Większość ludności kolonii pochodziło od przybyłych do niej po rewolucji amerykańskiej lojalistów. Istniały tam także nieliczne gminy ludności akadyjskiej i Indian Mikmaków (Mi’kmaq, Micmac). W połowie XIX w. Nowy Brunszwik był jednym z najludniejszych i najsilniejszym gospodarczo brytyjskich dominiów w Ameryce Północnej. W początku lat sześćdziesiątych w Nowym Brunszwiku powstała koncepcja unii atlantyckich dominiów brytyjskich. Z czasem pomysł ten rozszerzono na wszystkie brytyjskie kolonie w Północnej Ameryce. W 1867 Nowy Brunszwik jako jedna z czterech pierwszych prowincji Kanady, stał się członkiem założycielem Konfederacji Kanady.

## Gospodarka
Podstawowymi gałęziami gospodarki prowincji w roku 2002 były:
- Przemysł leśny – daje pracę 16 tysiącom pracowników, generując 1,5 mld dolarów.
- Przemysł wytwórczy – zatrudnia ponad 43 tys. pracowników, generując ponad 12 mld dolarów. Głównymi dziedzinami są: przemysł leśny, papierniczy, spożywczy, wyrobów metalowych i innych dóbr konsumpcyjnych.
- Górnictwo – zatrudniając 3,5 tys. pracowników wydobywa minerałów na ogólną sumę 86 mln dolarów.
- Rolnictwo i rybołówstwo – w rybołówstwie pracuje 7123 rybaków, a flota składa się z 2770 kutrów. Dodatkowo ponad 12 tys. pracowników zatrudnionych jest w zakładach przeróbki ryb. Rybołówstwo generuje 860 mln dolarów. Areał uprawny w prowincji wynosi blisko 200 tys. hektarów. Głównymi produktami są ziemniaki, zboża i mleko. Dochód z rolnictwa wynosi 412 mln dolarów.
- Energetyka – Nowy Brunszwik jest liczącym się w regionie producentem energii elektrycznej. W skład systemu wchodzą elektrownie cieplne, wodne oraz jedyna w regionie elektrownia jądrowa. Prowincja eksportuje energię do Nowej Szkocji, Wyspy Księcia Edwarda oraz do USA.
- Turystyka – dając zatrudnienie 25 tysiącom osób, turystyka wytwarza prawie miliard dolarów przychodu. Liczba odwiedzających w 2001 wyniosła 1,4 mln osób.

## Podział terytorialny
Nowy Brunszwik podzielony jest na piętnaście hrabstw:
1. Hrabstwo Albert
2. Hrabstwo Carleton
3. Hrabstwo Charlotte
4. Hrabstwo Gloucester
5. Hrabstwo Kent
6. Hrabstwo Kings
7. Hrabstwo Madawaska
8. Hrabstwo Northumberland
9. Hrabstwo Queens
10. Hrabstwo Restigouche
11. Hrabstwo Saint John
12. Hrabstwo Sunbury
13. Hrabstwo Victoria
14. Hrabstwo Westmorland
15. Hrabstwo York

w których leży 7 miast typu city, 28 miast typu town i 68 wsi.

## Struktura polityczna
Gubernator porucznik jest przedstawicielem głowy państwa w prowincji. Mianuje go Gubernator Generalny na wniosek premiera Kanady złożony zwyczajowo w uzgodnieniu z premierem prowincji. Gubernator posiada szerokie uprawnienia, z których korzysta co do zasady za radą premiera prowincji. W sytuacji kryzysu konstytucyjnego Gubernator ma prawo samodzielnie podjąć wszelkie decyzje niezbędne dla przywrócenia stabilności rządu.
Zgromadzenie Legislacyjne Nowego Brunszwiku składa się współcześnie z 49 deputowanych (Members of Legislative Assembly, w skrócie MLA). Wybierani są oni w 49 jednomandatowych okręgach wyborczych. Partia zdobywająca większość w parlamencie tworzy rząd prowincjonalny, a jej przewodniczący zostaje premierem prowincji. Druga co do liczebności partia w parlamencie otrzymuje status oficjalnej opozycji.
Premier Nowego Brunszwiku jest szefem rządu prowincjonalnego w tej prowincji. Posiada on bardzo szerokie uprawnienia, pozwalające prowadzić skuteczne rządy, jeśli tylko ma zapewnione poparcie w parlamencie. Premierem zostaje lider partii zdobywającej większość w parlamencie. Jeśli z jakichś powodów, w czasie trwania kadencji parlamentu przewodniczący rządzącej partii zostaje zmieniony, następuje automatyczna zmiana na stanowisku premiera prowincji.